# Priestleya latifolia
Priestleya latifolia är en ärtväxtart som beskrevs av George Bentham. Priestleya latifolia ingår i släktet Priestleya och familjen ärtväxter. Inga underarter finns listade i Catalogue of Life.